# Dubai Classic
Das Dubai Classic, nach dem Hauptsponsor auch Dubai Duty Free Classic, war ein professionelles Snookerturnier. 
Erstmals wurde es 1988 ausgetragen (damals noch unter dem Namen Dubai Masters) und erreichte 1989 den Status eines Ranglistenturniers der Snooker Main Tour. Es war das erste professionelle Snookerturnier, das im Nahen Osten ausgetragen wurde. Ab der Saison 1995/96 wurde es für zwei Jahre nach Thailand umgesiedelt und in Singha Thailand Classic bzw. Suntory Asian Classic umbenannt. Nach der Saison 1996/97 wurde das Turnier schließlich eingestellt. 
In der Saison 2008/09 gab es mit der Bahrain Championship einmalig ein neues Turnier im Mittleren Osten.

## Sieger
| Jahr                                        | Austragungsort                         | Sieger                                 | Ergebnis                               | Finalist                               | Hauptsponsor                           | Saison                                 |
| Dubai Masters (kein Ranglistenturnier)      | Dubai Masters (kein Ranglistenturnier) | Dubai Masters (kein Ranglistenturnier) | Dubai Masters (kein Ranglistenturnier) | Dubai Masters (kein Ranglistenturnier) | Dubai Masters (kein Ranglistenturnier) | Dubai Masters (kein Ranglistenturnier) |
| ------------------------------------------- | -------------------------------------- | -------------------------------------- | -------------------------------------- | -------------------------------------- | -------------------------------------- | -------------------------------------- |
| 1988                                        | Dubai – Al Nasr Stadium                | Neal Foulds                            | 5:4                                    | Steve Davis                            | Dubai Duty Free                        | 1988/89                                |
| Dubai Duty Free Classic (Ranglistenturnier) |                                        |                                        |                                        |                                        |                                        |                                        |
| 1989                                        | Dubai Al Nasr Stadium                  | Stephen Hendry                         | 9:2                                    | Doug Mountjoy                          | Dubai Duty Free                        | 1989/90                                |
| 1990                                        | Dubai Al Nasr Stadium                  | Stephen Hendry                         | 9:1                                    | Steve Davis                            | Dubai Duty Free                        | 1990/91                                |
| 1991                                        | Dubai Al Nasr Stadium                  | John Parrott                           | 9:3                                    | Tony Knowles                           | Dubai Duty Free                        | 1991/92                                |
| 1992                                        | Dubai Al Nasr Stadium                  | John Parrott                           | 9:8                                    | Stephen Hendry                         | Dubai Duty Free                        | 1992/93                                |
| 1993                                        | Dubai Al Nasr Stadium                  | Stephen Hendry                         | 9:3                                    | Steve Davis                            | Dubai Duty Free                        | 1993/94                                |
| 1994                                        | Dubai Al Nasr Stadium                  | Alan McManus                           | 9:6                                    | Peter Ebdon                            | Dubai Duty Free                        | 1994/95                                |
| Singha Thailand Classic (Ranglistenturnier) |                                        |                                        |                                        |                                        |                                        |                                        |
| 1995                                        | Bangkok – Novotel                      | John Parrott                           | 9:6                                    | Nigel Bond                             | Singha                                 | 1995/96                                |
| Suntory Asian Classic (Ranglistenturnier)   |                                        |                                        |                                        |                                        |                                        |                                        |
| 1996                                        | Bangkok – Riverside Montien Hotel      | Ronnie O’Sullivan                      | 9:8                                    | Brian Morgan                           | Suntory                                | 1996/97                                |